# 西南政法大学
西南政法大学（英語: Southwest University of Political Science & Law）は、中国重慶市渝北区宝聖大道301号に本部を置く中国の公立大学。1950年創立、1950年大学設置。
大学の略称は西政。2015年時点では、学校の面積は3000余畝、生徒数約25,000余人、教職員2,300余人。

## 略歴
西南政法大学は1950年に設置された西南人民革命大学が前身である。初代目の学長に劉伯承元帥が就任。
1953年には重慶地区に所在していた旧制西南人民革命大学政法系、重慶大学、四川大学、貴州大学、雲南大学、重慶財経学院を包括して新制西南政法大学が設置された。二代目の学長に周保中が就任。郭沫若の筆になる「西南政法大学」の校名扁額が大学の正門に掲げられた。
1954年、歌楽山脚に移転。
1958年、中央公安学院重慶分院を吸収合併する。
文化大革命の時、学校閉校。
1978年、中華人民共和国教育部は学校を全国首批重点大学に認定した。
1995年、西南政法大学に正式に改名した。
2001年、渝北校区の建設が始まる。

## 基礎データ
- 所在地
  - 渝北校区
  - 沙坪垻校区
  - 宝聖湖校区
- 校訓
  - 「博学、篤行、厚徳、重法」。校名は『禮記』の「中庸」に見える「博学之、審問之、慎思之、明辯之、篤行之」の名句に由来する；『易経』の「坤卦」に見える「地勢坤、君子以厚徳載物」の名句に由来する。
- 校歌
  - 「西政の歌」。作詞：周応徳、高紹先。

## 組織
「学院」も「系」も日本の大学の学部にほぼ相当する。
「学部」は「学院」と「系」の上の編成で、実体はなく、日本の「学部」とは位置付けが異なっている。妙訳がないのでそのまま記す。
- 民商法学院
- 経済法学院
- 法学院
- 行政法学院
- 国際法学院
- 刑事偵査学院
- マルクス主義学院
- 政治と公共管理学院
- 全球新聞と伝播学院
- 管理学院
- 外語学院
- 経済学院
- 応用法学院

## 附属機関

### 附属図書館
- 図書館 - 蔵書数は全館合計で約194万冊

## 大学の人物一覧

### 教授
- 学長：付子堂
- 党委書記：樊偉

### 歴代学長
| 任期                  | 名字   | 注 |
| --------------------- | ------ | -- |
| 1950年-1953年         | 劉伯承 |    |
| 1953年8月-1954年10月  | 周保中 |    |
| 1954年10月-1959年4月  | 胡光   |    |
| 1959年4月-1964年6月   | 趙蒼璧 |    |
| 1964年6月-1978年5月   | 胡光   |    |
| 1978年5月-1979年11月  | 蘇明徳 |    |
| 1979年11月-1983年11月 | 胡光   |    |
| 1983年11月-1985年8月  | 楊炳勛 |    |
| 1991年5月-1997年8月   | 种明釗 |    |
| 1997年8月-2002年4月   | 田平安 |    |
| 2002年4月-2006年10月  | 龍宗智 |    |
| 2006年10月-2009年8月  | 陳彬   |    |
| 2009年8月現在         | 付子堂 |    |

### 歴代書記
| 任期                 | 名字   | 注 |
| -------------------- | ------ | -- |
| 1953年8月-1954年10月 | 周保中 |    |
| 1956年2月-1958年4月  | 劉佑東 |    |
| 1958年4月-1979年11月 | 蘇明徳 |    |
| 1979年11月-1982年1月 | 張文澄 |    |
| 1982年1月-1983年11月 | 胡光   |    |
| 1983年11月-1995年2月 | 呉耀森 |    |
| 1995年2月-1995年10月 | 胡沢君 |    |
| 1995年10月-1996年5月 | 种明釗 |    |
| 1996年5月-1997年     | 田平安 |    |
| 1997年8月-2002年4月  | 李化徳 |    |
| 2002年4月-2016年1月  | 張国林 |    |
| 2016年01月現在       | 樊偉   |    |

### 卒業生
- 周強：最高人民法院党組書記、院長、首席大法官
- 姜興長：元最高人民法院党組副書記、副院長、二級大法官
- 劉家琛：元最高人民法院副院長、二級大法官
- 南英：最高人民法院党組成員、副院長、二級大法官
- 張建南：最高人民法院党組成員、中紀委駐最高人民法院紀検組組長、二級大法官
- 蘇沢林：元最高人民法院党組成員、副院長、二級大法官
- 熊選国：元最高人民法院党組成員、副院長、二級大法官
- 劉季幸：中国人民解放軍軍事法院院長、一級大法官
- 江必新：最高人民法院党組副書記、副院長、二級大法官、十八回中央紀委委員、常委
- 李少平：最高人民法院党組成員、副院長、二級大法官
- 景漢朝：最高人民法院党組成員、副院長、二級大法官
- 杜万華：最高人民法院審判委員会副部級専職委員、二級大法官
- 黄松有：元最高人民法院党組成員、副院長、二級大法官
- 胡雲騰：最高人民法院審判委員会副部級専職委員、第二巡回法庭庭長、研究室主任、二級大法官
- 胡沢君：最高人民検察院党組副書記、常務副検察長、一級大検察官、十七回中央候補委員、十八回中央委員
- 李如林：最高人民検察院党組成員、副検察長、二級大検察官
- 朱孝清：原最高人民検察院副検察長、二級大検察官
- 柯漢民：最高人民検察院党組成員、副検察長、二級大検察官
- 胡克恵：原最高人民検察院党組成員、副検察長、二級大検察官
- 張穹：元最高人民検察院副検察長、二級大検察官
- 朱平：元国家安全部副部長
- 袁宝成：広東省副省長
- 楊煥寧：国家安全生産監督管理総局党組書記、局長、十八回中央委員
- 張曉明：中央人民政府駐香港特別行政区聯絡弁公室主任、十八回中央候補候補委員
- 張軒：重慶市人大常委会党組書記、主任、十六回、十七回、十八回中央候補委員
- 賀衛方
- 孟勤国
- 呉大華
- 夏勇
- 譚兵
- 邱興隆
- 許章潤
- 応飛虎
- 顧培東
- 左衛民
- 肖永平
- 曹明徳

## 対外関係
2014現在、全部で10余国20余大学・機関と交流協定を結んでいる。
- オーストラリア
  - ボンド大学
- ベルギー
  - ゲント大学
- カナダ
- en:Ottawa University
- 日本
  - 広島修道大学[1]
  - 九州大学
- 韓国
  - 東亜大学
- 台湾
  - 国立高雄大学
- イギリス
  - ケント大学
- アメリカ合衆国
  - カンザス大学
  - ノースイースタン大学
  - モンタナ大学
  - en:Gonzaga University
  - ケース・ウェスタン・リザーブ大学